# Maja Grønbæk
Maja  Corinna Grønbæk, född den 30 januari 1971 på Amager, är en  inte längre aktiv dansk handbollsspelare.

## Klubbkarriär
Maja Grønbæk var en målfarlig spelare och var ibland toppmålskytt i Skovbakken. Maja Grønbæk spelade tretton säsonger och mer än 300 matcher för Århusklubben Skovbakken och när hon 34 år gammal 2005 beslutat sig för att sluta spel fick hon ett anbud från spanska klubben Cementos , Cementos Ribarroja som blev spanska mästare 2006. Ingen information om Maja  Grønbæk i klubben har hittats.

### Landslagskarriär
Landskampsdebut 17 februari 1999 mot Norge. Situationen för en nydebuterad spelare i det stjärnfyllda danska landslaget speglas av denna källa. Spelade sedan 22 landskamper och gjorde 38 mål fram till 21 september 2000 då hon gjorde sin sista landskamp mot Australien i OS. Maja Grønbæk spelade inte de sista matcherna i OS och var komplementspelare i truppen. Inte desto mindre tog hon OS-guld i damernas turnering i samband med de olympiska handbollstävlingarna 2000 i Sydney. Det blev hennes stora merit i handbollskarriären.

## Klubbar
- Skovbakken (klubben heter Aarhus SK från 2004) 1992-2005
- Cementos Ribarroja 2005 -?